# توری سونه‌ئمون

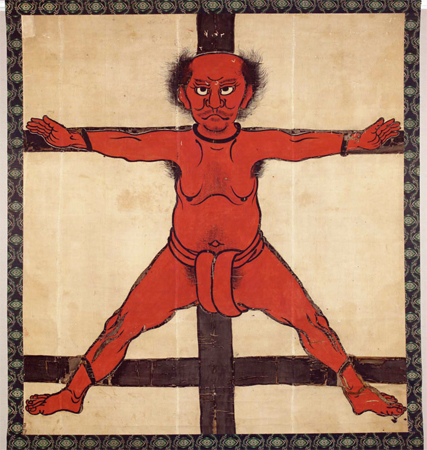

توری سونه‌ئمون (به ژاپنی: 鳥居 強右衛門) (۱۵۴۰ – ۱۶ مه، ۱۵۷۵) یک آشیگارو (پیاده‌نظام) در خدمت خاندان اوکودایرا بود. او به خاطر شجاعت و دلیری باور نکردنی در نبرد ناگاشینو شهرت دارد.
خاندان اوکودایرا در اصل در خدمت خاندان توکوگاوا بود اما پس از تهاجم خاندان تاکدا به ولایت میکاوا در (۱۵۷۰–۱۵۷۳) به خدمت این خاندان درآمده بود. ایه‌یاسو برای اینکه این خاندان را دوباره به سمت خود بکشد بزرگترین دختر خود کامه هیمه را به ازدواج بزرگترین پسر رهبر این خاندان، اوکودایرا نوبوماسا درآورد.
پس از مرگ تاکدا شینگن در سال ۱۵۷۳، خاندان اوکودایرا از پیروی کردن از خاندان تاکدا سرباز زده و دوباره به تابعیت خاندان توکوگاوا درآمده بود. این خیانت موجب خشم تاکدا کاتسویوری پسر و جانشین شینگن شده بود.
ایه‌یاسو داماد خود اوکودایرا نوبوماسا را در قلعه ناگاشینو ساکن کرده و این قلعه را با ۵۰۰ سرباز به او سپرده بود. قلعه ناگاشینو در شرق استان آیچی کنونی واقع شده است. در ۸ ماه مه ۱۵۷۵ این قلعه توسط ۱۵۰۰۰ نفر از نیروهای تاکدا کاتسویوری محاصره شد. دور این قلعه رودخانه‌ای در جریان است به همین علت قلعه توانست تا روز ۱۳ ماه مه در برابر حملات به خوبی ایستادگی کند تا اینکه در ۱۳ ماه مه انبار آذوقه قلعه توسط تیراندازی با آتش سوخت و از بین رفت. مدافعان قلعه که شکست را نزدیک می‌دیدند تصمیم گرفتند یک نفر را به قلعه اوکازاکی نزد توکوگاوا ایه‌یاسو بفرستند و درخواست نیروی کمکی کنند. اما نیروهای تاکدا دور تا دور قلعه را گرفته بودند و گذشتن از حلقهٔ نیروهای آنان کاری ناممکن به نظر می‌رسید.
انجام این وظیفه برعهدهٔ توری سونه‌ئمون گذاشته شد در شب ۱۴ مه او توانست با شنا از رودخانه گذشته و صبح روز ۱۵ مه با قرار قبلی از تپه‌ای علامت دود فرستاده و موفقیت خود را برای فرار به مدافعان قلعه اطلاع می‌دهد. بعدازظهر همان روز خود را به قلعه اوکازاکی رسانده از توکوگاوا ایه‌یاسو وخامت اوضاع قلعه را اطلاع داده، درخواست نیروی کمکی می‌کند. ایه‌یاسو که از قبل از محاصره قلعه از طرق دیگری با اطلاع بود از اودا نوبوناگا درخواست ارسال نیروی کمکی را کرده بود و به توری سونه‌ئمون وعده می‌دهد که فردا با ۳۸۰۰۰ سرباز راهی قلعه ناگاشینو شود. توری سونه‌ئمون دوباره برای رساندن این خبر راهی قلعه ناگاشینو می‌شود. در روز ۱۶ مه موفقیت خود را در بازگشت از طریق علامت دود از فراز تپه به اطلاع مدافعان قلعه می‌رساند. پس از آن در حال عبور از یک دهکده توسط سربازان تاکدا دستگیر می‌شود. در هنگام دستگیری خبر رسیدن نیروهای مشترک توکوگاوا-اودا را بروز می‌دهد. تاکدا کاتسویوری با شنیدن این خبر به لزوم تسخیر تا قبل از رسیدن نیروهای کمکی واقف می‌شود. کاتسویوری به توری سونه‌ئمون وعده می‌دهد که اگر حاضر به همکاری با او شود مقام مهمی را به او واگذار کند و از او می‌خواهد که به نزدیک قلعه رفته و فریاد بزند که «نیروی کمکی نخواهد آمد بهتر است از مقاومت دست برداشته و قلعه را واگذار کنند.» توری سونه‌ئمون در ظاهر موافقت می‌کند اما وقتی به محل برده می‌شود فریاد می‌زند که «تا ۲–۳ روز دیگر نیروی کمکی می‌رسد، تا آن موقع مقاومت کنید» کاتسویوری بقدری از عمل او عصبانی می‌شود که دستور می‌دهد او را در همان‌جا چارمیخ کرده و بکشند.